# 长宝营子乡
长宝营子乡，是中华人民共和国辽宁省朝阳市双塔区下辖的一个乡镇级行政单位。

## 行政区划
长宝营子乡下辖以下地区：
长宝营子村、海里营子村、骆驼山子村、平房村和嘎岔村。